# Ранґаку

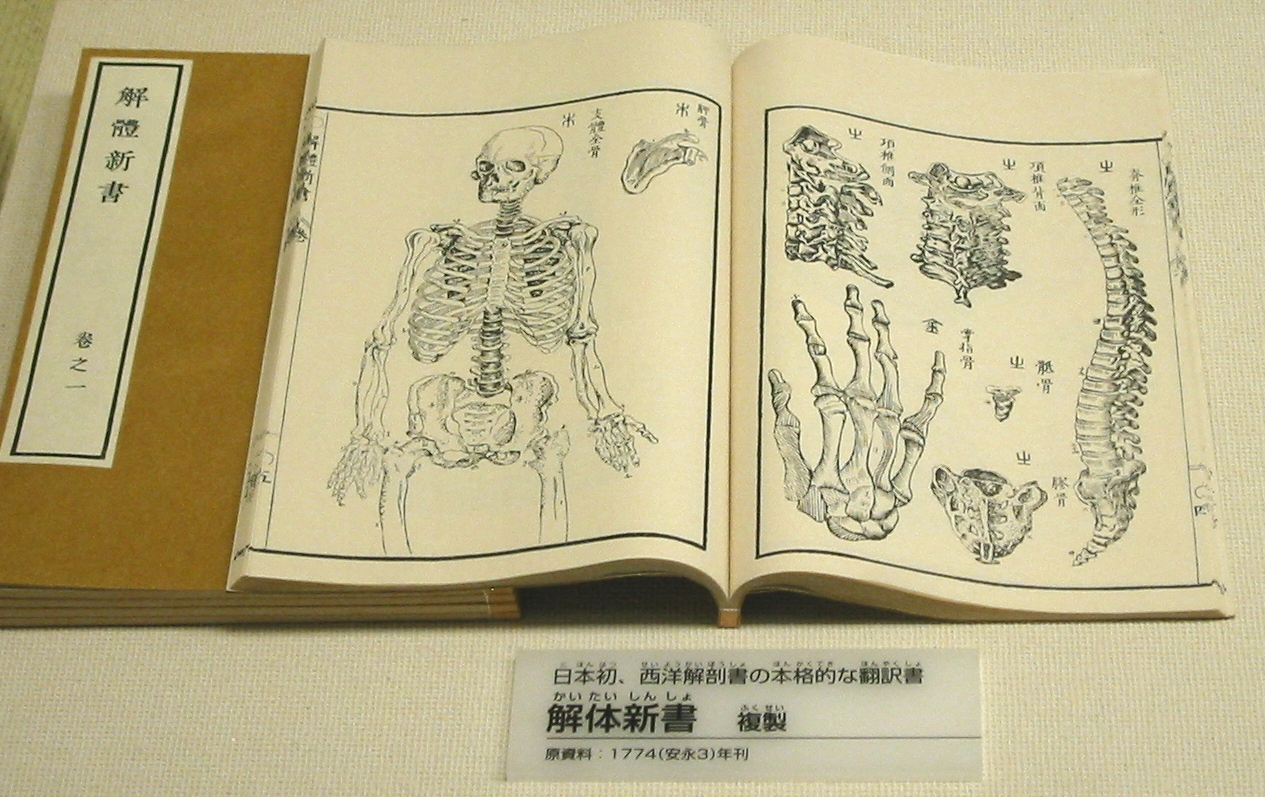
«Новий підручник Анатомії» Суґіти і Маено (1774) — перша ґрунтовна праця з європейської медицини в Японії.

Ранґаку (яп. 蘭学, らんがく, «голландські науки», «голландознавство») — наукова дисципліна у Японії 17 — першої половини 19 століття, предметом вивчення якої були досягнення наук і техніки Західної цивілізації, що передавалися до Японії через Голландію, за посередництвом голландської мови. В умовах обмежених міжнародних контактів Японії з християнською Європою та її колоніями, Голландія була єдиною державою Західного світу, яка мала право торгувати з японцями і надавати їм знання про європейську культуру. Центром європейсько-японського інтелектуального обміну було Наґасакі, де містилася голландська торгова факторія на штучному острові-резервації Дедзіма.
Основу ранґаку становили природничі науки, такі як медицина, астрономія і європейська  військова справа. Передача наукових і технічних досягнень здійснювалася через лікарів голландської факторії, а інколи її капітанів чи секретарів. У безпосередньому контакті з голланцями перебували японські перекладачі, так звані «голландські тлумачі», а також особи, які мали особливий дозволом від центрального уряду Японії. Високопосадовці голландської факторії на чолі з капітаном були зобов'язані прибувати раз на рік, а з 1790 року чотири рази на рік, до сьоґунської ставки у місті Едо, де знайомили японську владу і науковців з політично-технологічними змінами у світі. З кінця 18 століття інтерес японців до ранґаку невпинно зростав, що породило передумови для «відкриття Японії» Заходу у 1855 році та пришвидшеної модернізації країни у 1870 — 1890-х роках.

## Короткі відомості
Перші японські праці з ранґаку укладалися під впливом європейської академічної думки, і були переважно поверхневими переказами європейських наукових робіт. Найвідомішими з них були праці Нарабаясі Тіндзана «Основний переказ хірургії рудоволосих» (1706) з медицини та Кітадзіми Кенсіна «Багатослівний коментар до двох карт світу рудоволосих» 1737—1738 років з астрономії. Ситуація змінилися у зв'язку з реформою японського господарства в часи 8-го сьоґуна Токуґави Йосімуне, коли японський уряд, прагнучи подолати економічну кризу, вперше почав заохочувати вивчення західних природничих наук і у 1740 році звелів Аокі Конйо та Норо Ґендзьо вивчити голландську мову. Це стало поштовхом до розвитку ранґаку, яке оформилось у окремий науковий напрямок поряд з «китаєзнавством» і «японознавством» завдяки Суґіті Ґемпаку, який у 1774 році разом із колегами Маено Рьотаку, Накаґавою Дзюн'аном і Кацураґавою Хосю видав «Новий підручник Анатомії» у 4-х томах, перший переклад голландської анатомічної праці японською мовою. Ця робота стала епохальною в історії японської медицини і сприяла пришвидшеному розвитку ранґаку в Японії.
Учні Суґіти і Кацураґави — Удакава Ґендзуй і Оцукі Ґентаку невдовзі стали в один ряд зі своїми вчителями і разом із ними називалися «четвіркою голландознавців Едо». Удакава уклав перший в Японії підручник з терапії «Основи західної терапії» (1792), а Оцукі видав «Вступ у голландознавство», перший систематизований виклад наук ранґаку. Одночасно з цим почалось ґрунтовне вивчення голландської мови «голландськими тлумачами», серед яких вченими-лінгвістами стали Нісі Дзенсабуро, Мотокі Нідаю, Сідзукі Тадао, Баба Садзюро та інші.
Ранґаку, що викликало великий інтерес серед інтелектуалів в Едо, згодом поширили у Кіото, Осаці та інших містах учні Удакави й Оцукі. Вивченням західних наук стали займатися переважно провінційні лікарі та краєзнавці. Такий розвиток подій змінив ставлення сьоґунату до «голландських наук» і у 1811 році при відомстві урядових астрономів було засновано «Службу перекладу варварських текстів». В ній працювали Баба Сандзюро та Оцукі Ґентаку, які займалася перекладом дипломатичних документів, а також перекладали голландський варіант французької «Енциклопедії» Ноеля Шомеля 1767 року. Водночас, капітан голландської факторії Гендрік Дуф разом із японськими «тлумачами» здійснив спробу перекласти на японську мову голландсько-французький словник, який вийшов у 1833 році і містив 50 тисяч слів. Видання цього словника стимулювало японців до вивчення інших мов, окрім голландської. 
Поступово ранґаку розширювало свої межі з суто голландознавства до природничих студій. Поряд з перекладними трактатами з медицини були видані роботи з астрономії,  фізики, географії, хімії: «Нова книга про небесні світила» (1798—1809) Сіцукі Тадао, «Записи про досконалі принципи» (1836) Хоасі Банрі , «Огляд повітря» (1827) Аоті Рінсо і «Розширений огляд повітря» (1856) Кавамото Коміна, а також праці Удаґави Йоана «Відкриття хімії»(1837) і «Ниви ботаніки» (1834).
Серед лікарів голландської факторії було багато осіб, які сприяли обміну інформацією між Японії і Європою. Найактивнішими з них були Енгельберт Кемпфер (1690), Карл Петер Тунберг (1775) і Філіпп Франц фон Зібольд (1823). Втім їхня діяльність не завжди приносила користь. Зокрема, у 1828 році Зібольд намагався потайки вивезти з Японії карту Японського архіпелагу, був арештований і вигнаний з країни. Цей інцидент санкціонував урядові репресії проти «західників» та дослідників ранґаку, які посилилися після 1839 року, коли вчені стали виступати з критикою діючого режиму. Попри це, популярність ранґаку росла, так що у 1838 році у Осаці постала спеціальна школа з вивчення західних наук під керівництвом Оґати Коана. Більшість її випускників стала провідними фігурами у японському політикумі, економіці, науці і техніці кінця 19 — початку 20 століття.
З наближенням імперіалістичних держав Європи і США до берегів Японії у 19 столітті, відбулась поступова «мілітаризація» ранґаку. Його головними предметами стали військова справа, теорія війни і виробництво військової техніки. Японська еліта розкололася на два табори, один з яких вимагав посилення ізоляції та вигнання «варварів», а другий наполягав на відкритті Японії Заходу та економічно-інтелектуальному обміні. Японські «голландознавці» належали до табору останніх, але активно використовувалися для посилення обороноздатності країни представниками табору перших, серед яких переважали чиновники сьоґунату та провінційної влади. Після 1855 року Японія уклала ряд нерівноправних договорів з іноземними державами, що дозволило іноземцям прибувати на острови, а японцям почати ґрунтовне вивчення інших іноземних мов, насамперед англійської.
У 1855 році японському уряду було подаровано голландський пароплав, завдяки чому у Наґасакі відкрилася школа підготовки вояків морського флоту, якою керували запрошені з Голландії офіцери. А у 1857 році голландський військовий лікар Йоганн Бонбе почав офіційно викладати японцям західну медицину. Того ж року сьоґунат заснував Інспекцію варварських книг, до якої призначив професорами «голландознавців» Міцукурі Ґембо та Кавамото Коміна проводити дослідження європейської військової справи та займатися перекладом дипломатичних документів, а наступного року відкрив у Едо Центр вакцинації від віспи, відомий згодом як Західний медичний центр, де окрім медичного обслуговування населення здійснювалася підготовка спеціалістів з трьох напрямків: педагогіки, анатомії і вакцинації. Разом із заснуванням офіційних інститутів дослідження ранґаку у Едо, з'явилися відповідні організації у регіонах — Сацумі, Хідзені, Наґато та Етідзені, які сприяли поширенню знань про Західний світ.
Таким чином, після відкриття Японії, ранґаку поступово перестала існувати як сукупність західних наук, еволюціонувавши у окремі академічні напрямки. Власне голландознавсто поступилося німецьким і англійським студіям. Термін ранґаку був витіснений точнішим терміном йоґаку (洋学) — «заходознавство».